# الأسبوع الوطني للمهندسين

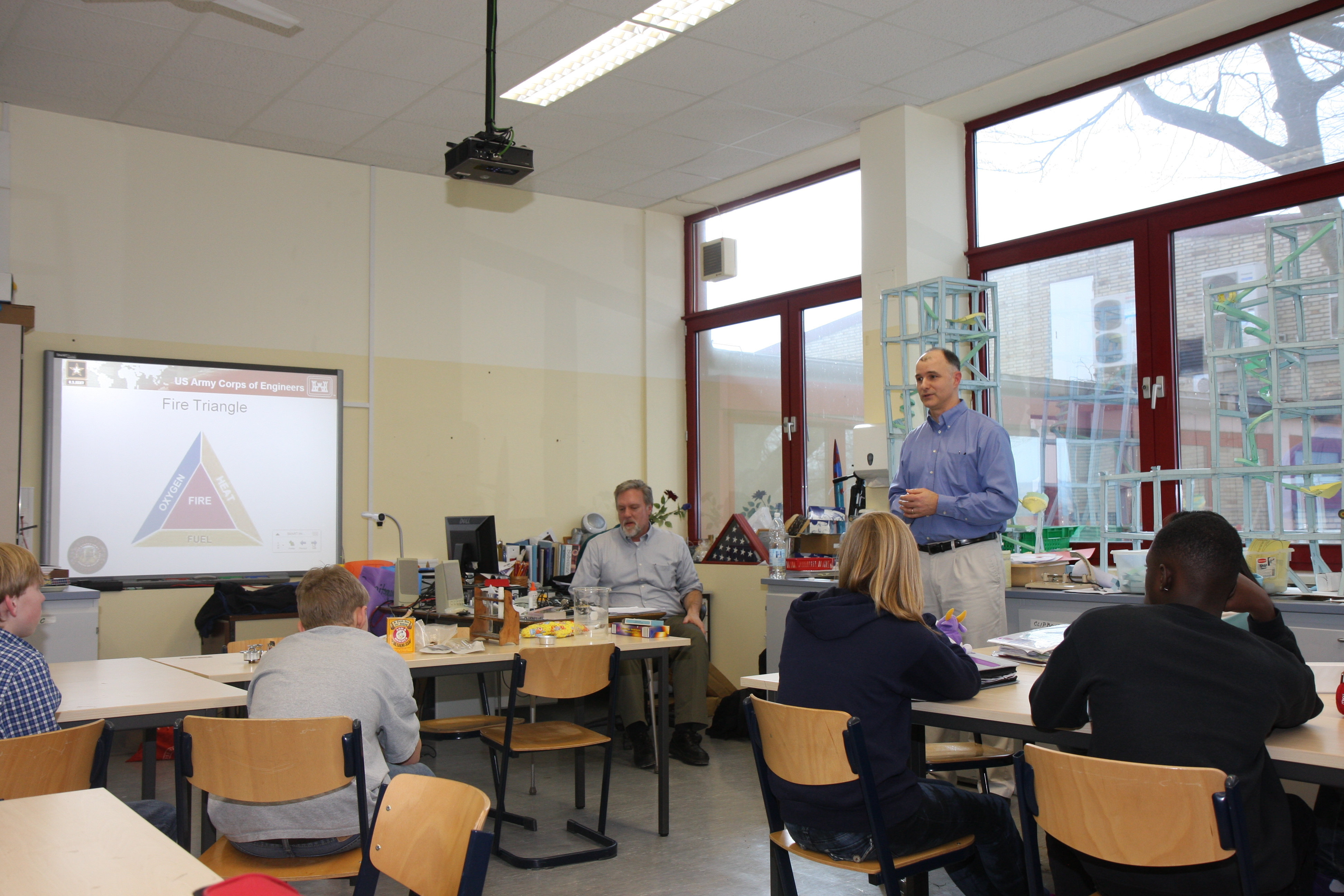
تكريمًا لأسبوع المهندسين الوطنيين لعام 2013، يقدم موظفو فيلق المهندسين بالجيش الأمريكي في منطقة أوروبا مواضيع الهندسة الإنشائية والطاقة البديلة والحماية من الحرائق لطلاب مدرسة فيسبادن المتوسطة في الفترة من 19 إلى 21 فبراير في فيسبادن، ألمانيا. قدم بريت روكافيلو وجيمس هوجنسون، مهندسا الحماية من الحرائق بالمنطقة، عرضًا لطلاب العلوم في الصف الثامن حول مفهوم مثلث النار. لقد أظهروا الحاجة إلى الأكسجين والحرارة والوقود لإشعال النار. كما أوضحوا دورهم في تحديد التشطيبات الداخلية المناسبة ونظام إنذار الحريق والخروج المناسب عند العمل في مشاريع USACE. قدمت الدروس منتدى للمتطوعين للقدوم إلى المدرسة وتعريف الطلاب بتطبيقات العالم الحقيقي لما يتعلمونه في الفصل الدراسي من حيث صلته بالعلوم والتكنولوجيا والهندسة.

في الولايات المتحدة، الأسبوع الوطني للمهندسين هو أسبوع في شهر فبراير متوافق مع عيد ميلاد الرئيس الأمريكي جورج واشنطن الفعلي (22 فبراير). يحتفل به أكثر من 70 جمعية هندسية، تربوية، ثقافية وأكثر من 50 شركة ووكالة حكومية. يهدف الأسبوع إلى تعظيم دور المهندسين والتأكيد على أهمية تعلم الرياضيات والعلوم والمهارات التقنية.
بدأ الاحتفال بالأسبوع الوطني للمهندسين للمرة الأولى في عام 1951 من الجمعية الوطنية للمهندسين المحترفين. أصرت الجمعية أن يتزامن الأسبوع مع عيد ميلاد أول رئيس للولايات المتحدة جورج واشنطن المهندس الأول في البلاد تخليدا لأعماله. 
لم يكن هذا هو أول احتفال بالمهندسين في الولايات المتحدة. ففي عام 1903، أعلنت كلية الهندسة في جامعة ميسوري إطلاقها لأسبوع المهندسين أي قبل 48 سنة من إطلاق الجمعية الوطنية للمهندسين الأسبوع، كما اختارت القديس باتريك كأعظم مهندس.
يتم الإعلان عن جائزة المهندس الاتحادي للسنة خلال هذا الأسبوع.

## التواريخ
- عام 2007، من 18 إلى 24 فبراير.
- عام 2008، من 17 إلى 23 فبراير.
- عام 2009، من 15 إلى 21 فبراير (لم يتزامن هذا الأسبوع مع عيد ميلاد جورج واشنطن).
- عام 2010، من 14 إلى 20 فبراير (لم يتزامن هذا الأسبوع مع عيد ميلاد جورج واشنطن).
- عام 2011، من 20 إلى 26 فبراير.
- عام 2012، من 19 إلى 25 فبراير.
- عام 2013، من 17 إلى 23 فبراير.
- عام 2014، من 16 إلى 22 فبراير.
- عام 2015، من 22 إلى 28 فبراير.
- عام 2016، من 21 إلى 27 فبراير.
- عام 2017، من 19 إلى 25 فبراير.
- عام 2018، من 18 إلى 24 فبراير.
- عام 2019، من 17 إلى 23 فبراير.[8][9]